# Пемпово (Великопольське воєводство)
Пемпово (пол. Pępowo, нім. Waldeneck) — село в Польщі, у гміні Пемпово Гостинського повіту Великопольського воєводства.
Населення — 1854 особи (2011).

## Демографія
Демографічна структура станом на 31 березня 2011 року:
|          | Загалом | Допрацездатний вік | Працездатний вік | Постпрацездатний вік |
| -------- | ------- | ------------------ | ---------------- | -------------------- |
| Чоловіки | 940     | 215                | 646              | 79                   |
| Жінки    | 914     | 172                | 562              | 180                  |
| Разом    | 1854    | 387                | 1208             | 259                  |